# Francisco de Longa Anchía y Urquiza
Francisco de Longa Anchía y Urquiza   (Mallabia, 10 d'abril de 1783 - València, 21 de desembre de 1831) va ser un guerriller basc de la Guerra del francès que va aconseguir el grau de tinent general.

## Biografia
Va néixer el 10 d'abril de 1783 en el caseriu Longa de Mallabia, Biscaia, per la qual cosa va ser sobrenomenat Longa, passant a ser aquest el seu nom més conegut. Des de molt jove va viure a La Puebla de Arganzón (Burgos) on va treballar com a aprenent de ferrater, arribant a casar-se amb la filla del seu patró adquirint així una bona ferreria.
En sobrevenir la invasió napoleònica, en 1809 es va posar al capdavant d'una partida de 100 homes de gran combativitat amb la qual es va dedicar a la guerrilla en terres de Burgos, Àlaba i limítrofs, unint les seves forces sovint a la partida d'Abecia. Tenia aleshores 26 anys.
Aquests dos contingents formaven una temible força sorprenent que emboscava ja en ports com el de Deskarga, ja a Pancorbo, a Orduña o a Valdeajos.
Es deixaven caure per sorpresa sobre els combois napoleònics exterminant als seus components i portant-se el correu o els avituallamients. A poc a poc va ser incrementant les seves forces fins a crear una veritable unitat militar, la Divisió d'Iberia. En 1812, sent ja Coronel, s'apodera de Castro Urdiales després de derrotar els imperials en Galleda i Miranda. Una mica més tard els sorprèn a la vall del Sedano derrotant-los després de la mort de Fromant i Bremont, general i coronel respectivament.
En arribar el moment decisiu de la batalla de Vitòria, Longa es posa a les ordres de Graham, al capdavant de la Divisió Ibèria presa Gamarragutxia —acció decisiva, perquè talla la ruta de retirada de l'enemic i persegueix als francesos. Participa en la presa de Pasaia, en la batalla de San Marcial i penetra a Lapurdi amb Wellington.
En 1813 torna a la península, on és nomenat general; més tard mariscal de camp i l'any 1825, tinent general. Va ser capità general de València de 1827 a 1831. Va morir l'any 1831 als 48 anys. Actualment pot contemplar-se, a la localitat biscaina de Ziortza-Bolibar, un monument erigit en el seu honor per la Reial Societat Bascongada d'Amics del País (RSBAP).